# 中山昇 (工学者)
中山 昇（なかやま のぼる、1970年（昭和45年） - ）は、日本の工学者、研究者、信州大学工学部機械工学システム科准教授、千葉工業大学工学部機械電子創成工学科准教授。

## 略歴
- 1970年 神奈川県生(誕生日:1970年6月21日)
- 1998年 千葉工業大学大学院修了、博士（工学）[3]
- 1998年 産業技術総合研究所（旧・通産省工業技術院機械技術研究所）
- 2001年 秋田県立大学システム科学技術学部機械知能システム学科助手
- 2006年 秋田県立大学システム科学技術学部機械知能システム学科助教
- 2007年 信州大学工学部機械システム工学科准教授
- 2024年 千葉工業大学工学部機械電子創成工学科准教授